# The World Factbook
The World Factbook (ISSN 1553-8133; cunoscută și ca CIA World Factbook) este o publicație anuală oficială a CIA, prezentând în stil de almanah informații despre țările lumii. The World Factbook este disponibilă în format electronic pe website-ul oficial CIA, fiind parțial actualizată săptămânal. De asemenea ea poate fi descărcată pentru utilizare off-line. Versiunea oficială de tipar a publicației este disponibilă la National Technical Information Service și la Government Printing Office.
Publicația oferă informații pe două-trei pagini despre demografia, geografia, comunicațiile, conducerea, economia și forțele armate a 267 de entități statale ale lumii, printre care țări recunoscute de SUA, state și teritorii dependente, ș.a.
The World Factbook este produsă de CIA pentru a fi utilizată de oficialii din guvernul SUA, și stilul, formatul, acoperirea și conținutul său sunt primordial create pentru a întruni cerințele lor specifice. Totuși, aceasta este frecvent folosită drept resursă de către publicații de cercetare academică și în articole de știri. Ca lucrare a guvernului SUA, The World Factbook este în domeniul public în Statele Unite.

### Versiuni mobile aleFactbook
- Mobile Edition of the CIA World Factbook[nefuncțională – arhivă]
, last updated 10 June 2008
- World Factbook for Android Arhivat în 8 martie 2012, la Wayback Machine. – Optimized CIA World Factbook version for Android Devices
- Mobile World Factbook – Mobile version of World Factbook for Android and J2ME

### Factbookdupă an
- Countries of the World – 30 years of CIA World Fact Books: (1982–2013)
- Previous editions of The World Factbook from the University of Missouri–St. Louis archive:

1992 Arhivat în 11 iunie 2008, la Wayback Machine., 1993 Arhivat în 5 iulie 2008, la Wayback Machine., 1994 Arhivat în 9 iulie 2008, la Wayback Machine., 1995 Arhivat în 20 iunie 2008, la Wayback Machine., 1996 Arhivat în 1 octombrie 2008, la Wayback Machine., 1997 Arhivat în 19 iulie 2008, la Wayback Machine., 1998 Arhivat în 1 octombrie 2008, la Wayback Machine., 1999 Arhivat în 1 octombrie 2008, la Wayback Machine., 2000, 2001 Arhivat în 15 iunie 2008, la Wayback Machine., 2002 Arhivat în 26 mai 2008, la Wayback Machine., 2003 Arhivat în 15 iunie 2008, la Wayback Machine., 2004 Arhivat în 15 iunie 2008, la Wayback Machine., 2005 Arhivat în 13 mai 2008, la Wayback Machine., 2006 Arhivat în 5 decembrie 2012, la Archive.is, 2007 Arhivat în 12 iunie 2008, la Wayback Machine., 2008 Arhivat în 5 august 2012, la Archive.is
- 1991 CIA World Factbook Arhivat în 11 mai 2011, la Wayback Machine.
- 1990 CIA World Factbook Arhivat în 11 mai 2011, la Wayback Machine.
- 1989 CIA World Factbook
- 1987 CIA World Factbook
- 1986 CIA World Factbook
- 1985 CIA World Factbook
- 1984 CIA World Factbook
- 1982 CIA World Factbook